# 보은여자고등학교
보은여자고등학교(報恩女子高等學校)는 대한민국 충청북도 보은군 보은읍 교사리에 있는 공립 고등학교이다.

## 학교 연혁
- 1961년 5월 27일 : 보은여자고등학교 설립인가
- 1961년 6월 15일 : 보은여자고등학교 개교
- 1981년 3월 1일 : 고등학교 학칙변경 9학급
- 1994년 11월 27일 : 강당(별하관) 신축
- 1996년 11월 15일 : 고등학교 교사 9실 증축
- 1999년 12월 24일 : 급식실(현,동아리실) 신축
- 2003년 9월 1일 : 디지털 도서실 구축
- 2004년 6월 16일 : 학생쉼터 공원(미소원) 개원
- 2006년 6월 16일 : 상현학사 개관
- 2020년 12월 7일 : 도서실 및 학생자치실 리모델링(공간혁신사업)
- 2023년 9월 1일 : 제24대 최인길 교장 부임
- 2024년 2월 7일 : 제63회 졸업식 41명(누계 6,886명)
- 2024년 3월 4일 : 2024학년도 입학식(신입생 42명 입학)

## 참고 자료
- 보은여자고등학교 - 한국교육학술정보원 학교알리미